# Verteidigung (Sport)
Unter Verteidigung oder Abwehr im Sport versteht man den Teil einer Mannschaft, der vorwiegend Defensivaufgaben zu erledigen hat und Angriffe des Gegners abwehren soll oder aber im Kampfsport Griffe und Maßnahmen, die den Angriff des Gegners mildern oder zunichtemachen.

## Eishockey
Im Eishockey gehören die Spieler der Verteidigung (auch Defense genannt) zu den Feldspielern, somit werden lediglich die beiden Abwehrspieler, nicht jedoch der Torhüter, zu diesem Mannschaftsteil gezählt. Die Zahl der Abwehrspieler kann variieren, wenn eine Mannschaft in Über- oder Unterzahl spielt.

## Fußball
Im Fußball sind vorwiegend der Torwart und die Abwehrspieler (Innenverteidiger, Außenverteidiger, Libero) für die Verteidigung zuständig.

## American Football
Im American Football sind für die Defense die Spieler der Defensive Line, die Linebacker und die Spieler, der Rückraumverteidigung (Secondary), die aus den Cornerbacks und den Safetys besteht, verantwortlich. Die Abwehr besteht in der Regel aus vier Spielern der Rückraumverteidigung, vier Linebackern und drei Spielern der Defensive Line oder drei Linebackern und vier Spielern der Defensive Line. In bestimmten Spielsituationen, wenn zu befürchten ist, dass die Angriffsmannschaft mit einem Pass versucht viel Raumgewinn zu erzielen, kommen zu Lasten der anderen Abwehrteile, ein zusätzlicher Rückraumverteidiger (Nickel Defense) oder zwei zusätzliche Rückraumverteidiger (Dime Defense) zum Einsatz. Bei befürchteten Laufspielen der Angriffsmannschaft kann die Defensive Line auch verstärkt werden. Die Defense besteht immer aus 11 Spielern.

## Basketball
Im Basketball zeichnet sich die Defense (Verteidigung) hauptsächlich durch zwei verschiedene Taktiken aus. Bei der Zonenverteidigung deckt jeder Spieler jeden seiner Gegner, je nachdem welcher Spieler sich gerade in der eigenen Zone befindet. Bei der Mann-Mann-Verteidigung ist jedem Spieler genau ein Gegenspieler zugewiesen, wobei dieser bewacht wird mit dem Ziel ihn möglichst nicht zur Aktion kommen zu lassen.
Ist die eigene Mannschaft in der Verteidigung ist es üblich, dass die Fans sie mit "defense"-Rufen unterstützen. Die phonetische Ähnlichkeit des englischen Begriffes "defense" mit dem deutschen "die Fans" hat hierbei im deutschen Basketball zu einigen Wortspielen geführt. So spielen z. B. Fanclubs mit Namen wie "Die Fans-Defense" (Bonn) oder "deFANs Bochum" mit dieser Gegebenheit.

## Fechten
Im Fechten nennt man die Abwehrmaßnahmen Parade. Dabei wird der versuchte Schlag oder Stich des Gegners durch eigene Verteidigungsmaßnahmen mit der Waffe verhindert.

## Tischtennis
Im Tischtennis versuchen Verteidigungsspieler die Angriffsschläge des Offensivspielers (meist mit Unterschnittbällen) abzuwehren und den Ball so lange zurückzuspielen, bis der Angreifer einen Fehler macht. Im Einzelfall werden, insbesondere mit der Vorhand, auch Ballonabwehr-Bälle gespielt, bei denen der Ball hoch und mit Überschnitt (Topspin) zurückgespielt wird.

## Mehrkampf
In einem Mehrkampf wird in unterschiedlichen Disziplinen gegeneinander angetreten und die erzielten Ergebnisse jeweils mit Punkten bewertet. Hat ein Sportler besondere Stärken in einer der Schlussdisziplinen (z. B.: im abschließenden 800-Meter-Lauf im Zehnkampf oder Siebenkampf) wird diese Disziplin, wegen der Verbesserungsmöglichkeit die Rangordnung des Wettbewerbes betreffend, von Sportreportern als Paradedisziplin (von parieren) bezeichnet.